# Радоњићи (Травник)
Радоњићи је насељено место у Босни и Херцеговини у општини Травник. Административно припада Федерацији Босне и Херцеговине, односно њеном Средњобосанском кантону. Према попису становништва из 2013. у насељу је било 131 становника, а већинску популацију чинили су Хрвати.

## Становништво
По последњем службеном попису становништва из 2013. године у овом насељу живело је 131 становника, а село је било етнички хомогено са већинском хрватском популацијом.
| Националност | 2013. | 1991.        | 1981.        | 1971.        |
| Бошњаци      | —     | (%)          | (%)          | (%)          |
| Хрвати       | —     | 213 (100,0%) | 242 (99,18%) | 245 (100,0%) |
| Срби         | —     | 0            | 1 (0,41%)    | 0            |
| Југословени  | —     | 0            | 1 (0,41%)    | 0            |
| Укупно       | 131   | 213          | 244          | 245          |